# アゾリゾビウム属
アゾリゾビウム属はキサントバクター科に属する硝酸細菌の一種である根粒菌の代表的なものである。グラム陰性の非芽胞形成好気性桿菌で鞭毛を有する。基準種はアゾリゾビウム・カウリノダンス。属名は窒素の根の生物を意味する。
セスバニア属と共生し、根粒だけでなく茎粒を形成する点で他の根粒菌とは異なっている。グルコースは利用できるが他の糖類の利用能に乏しい。一方で乳酸やシュウ酸などを除く広範囲のカルボン酸を利用することができる。